# Paradigmă de programare
O paradigmă de programare este un stil fundamental de programare.

## Scurtă prezentare a paradigmelor de programare
Paradigmele de programare sunt seturi de principii și stiluri care definesc modul în care sunt create și structurate programele. Fiecare paradigmă are caracteristici și principii diferite, fiind potrivită pentru anumite tipuri de probleme sau proiecte.

### 1. Paradigma procedurală (imperativă)
Aceasta este o paradigmă bazată pe structuri de control, cum ar fi bucle și condiționale, care definesc pașii necesari pentru a atinge un rezultat. Programele sunt structurate în funcții care manipulează date.
Exemple de limbaje: C, Pascal
Caracteristici: codul este scris secvențial, folosind variabile și structuri de control.
Avantaje: ușor de înțeles și implementat pentru probleme mai simple.
Dezavantaje: mai greu de întreținut în proiecte mari.

### 2. Paradigma orientată pe obiecte (OOP)
În această paradigmă, programele sunt structurate în jurul obiectelor, care sunt instanțe ale claselor. Fiecare obiect are atribute și metode, iar principiile cheie sunt încapsularea, moștenirea și polimorfismul.
Exemple de limbaje: Java, C++, Python
Caracteristici: oferă un model modular, folosind obiecte pentru a reprezenta entități din lumea reală.
Avantaje: codul este mai modular și reutilizabil, ușor de întreținut în proiecte mari.
Dezavantaje: poate avea o curbă de învățare mai abruptă și necesită mai multă planificare.

### 3. Paradigma funcțională
Aceasta se concentrează pe funcții pure, care nu modifică datele externe și nu au efecte secundare. Programele sunt create prin compunerea funcțiilor și evitarea stării partajate.
Exemple de limbaje: Haskell, Lisp, Scala
Caracteristici: folosește funcții pure și încurajează programarea declarativă.
Avantaje: programare predictibilă, potrivită pentru paralelizare și evitarea erorilor de stare.
Dezavantaje: poate fi dificilă de înțeles pentru începători și nu toate problemele se potrivesc bine acestei paradigme.

### 4. Paradigma logică
Aceasta utilizează un set de reguli și fapte logice pentru a deriva concluzii, fără a specifica cum trebuie rezolvată problema. Soluția este obținută prin interogarea sistemului de reguli.
Exemple de limbaje: Prolog
Caracteristici: bazată pe reguli logice, potrivită pentru probleme de inteligență artificială
.
Avantaje: eficientă pentru rezolvarea problemelor bazate pe cunoștințe și reguli.
Dezavantaje: limitată pentru alte tipuri de aplicații și poate fi mai greu de optimizat.

### 5. Paradigma declarativă
În această paradigmă, accentul este pus pe specificarea „ce să se facă” mai degrabă decât „cum să se facă”. Este o paradigmă generală, iar limbajele funcționale și logice sunt adesea considerate subgrupe ale acestei paradigme.
Exemple de limbaje: SQL, HTML, CSS
Caracteristici: specifică rezultatul dorit, fără a detalia pașii necesari.
Avantaje: simplifică codul, permițând să se concentreze pe rezultate și nu pe implementare.
Dezavantaje: limitată în aplicații care necesită control detaliat asupra execuției.
Fiecare paradigmă are avantajele și dezavantajele sale, iar alegerea potrivită depinde de cerințele proiectului și de experiența echipei de dezvoltare.